# Tommaso Freschi
Tommaso Freschi (14 de agosto de 1997) es un deportista italiano que compite en piragüismo en la modalidad de aguas tranquilas. Ganó dos medallas de bronce en el Campeonato Europeo de Piragüismo, en los años 2024 y 2025.

## Palmarés internacional
| Campeonato Europeo | Campeonato Europeo       | Campeonato Europeo | Campeonato Europeo |
| Año                | Lugar                    | Medalla            | Competición        |
| ------------------ | ------------------------ | ------------------ | ------------------ |
| 2024               | Szeged (Hungría)         | Medalla de bronce  | K4 500 m           |
| 2025               | Račice (República Checa) | Medalla de bronce  | K2 500 m           |